# شيغيو أراي
شيغيو أراي ((باليابانية: 新井茂雄 )) (8 أغسطس 1916 – 19 يوليو 1944) كان سباح، من اليابان، مثّل بلاده في الألعاب الأولمبية الصيفية 1936، وسباحة في الألعاب الأولمبية الصيفية 1936 – رجال 100 متر سباحة حرة ‏، وسباحة في الألعاب الأولمبية الصيفية 1936 – رجال 4 × 200 متر سباحة حرة تناوب ‏.

## وصلات خارجية
- شيغيو أراي على موقع الاتحاد الدولي للسباحة (الإنجليزية)
- شيغيو أراي على موقع قاعة مشاهير السباحة العالمية (الإنجليزية)
- شيغيو أراي على موقع أوليمبيديا (الإنجليزية)